# Ildar Ildussowitsch Issangulow
Ildar Ildussowitsch Issangulow (russisch Ильдар Ильдусович Исангулов; * 20. Mai 1992 in Ufa) ist ein russischer Eishockeyspieler, der seit Mai 2016 beim HK Sokol Krasnojarsk in der Wysschaja Hockey-Liga unter Vertrag steht.

## Karriere
Ildar Issangulow begann seine Karriere als Eishockeyspieler in seiner Heimatstadt in der Nachwuchsabteilung von Salawat Julajew Ufa, für dessen zweite Mannschaft er in der Saison 2008/09 in der drittklassigen Perwaja Liga aktiv war. In der Saison 2009/10 gab er sein Debüt für die Juniorenmannschaft Tolpar Ufa in der neu gegründeten multinationalen Nachwuchsliga Molodjoschnaja Chokkeinaja Liga. In der Saison 2011/12 gab der Verteidiger parallel zudem sein Debüt für die Profimannschaft von Salawat Julajew Ufa in der Kontinentalen Hockey-Liga. In seinem Rookiejahr in der KHL bereitete er in insgesamt zwölf Spielen zwei Tore vor und schied mit seiner Mannschaft in der ersten Playoff-Runde gegen Ak Bars Kasan aus. 

### International
Für Russland nahm Issangulow an der U20-Junioren-Weltmeisterschaft 2012 teil, bei der er mit seiner Mannschaft die Silbermedaille gewann.  

## Erfolge und Auszeichnungen
- 2012 Silbermedaille bei der U20-Junioren-Weltmeisterschaft

## KHL-Statistik
(Stand: Ende der Saison 2011/12)